# Voile
El voile es un tipo de tela, generalmente fabricada con 100 por ciento de algodón o mezclas de algodón y lino o poliéster. El término proviene del francés, y significa velo. Por ser sumamente liviana, la tela es utilizada en decoraciones blandas. Las cortinas en los países cálidos se fabrican con voile y se utilizan para embellecer ventanas, como mosquiteros etc. Cuando es utilizada como material para cortinas es similar a las cortinas de red.  
Los voiles se fabrican en un rango amplio de patrones, diseños y colores (a diferencia de las cortinas de red que por lo general se fabrican de color blanco). Debido a que son semitransparentes, las cortinas de voile se fabrican utilizando una cinta especial en sus bordes que es menos visible a través de la tela. Esta tela también se usa para fabricar vestimentas, bien mediante múltiples capas o colocada sobre otros materiales. Es muy similar al chifón, que también se utiliza para fabricar vestimentas.

## Ligas externas
- gasa (Wiktionary)

- Datos: Q2143346
- Multimedia: Voile / Q2143346